# Alona Kvasha
Alona Serhiïvna Kvasha, née le 5 novembre 1984, est une ancienne gymnaste artistique ukrainienne. Elle a participé aux Jeux olympiques d'été de 2000 et de 2004.